# Dalkomhan spy
Dalkomhan spy (hangeul: 달콤한 스파이, latinizzazione riveduta: Dalkomhan seupa-i, lett. Dolce spia; titolo internazionale Sweet Spy) è una serie televisiva sudcoreana trasmessa su MBC dal 7 novembre 2005 al 10 gennaio 2006.

## Trama
Lee Soon-ae è un'agente del traffico vedova da poco che si ritrova in una situazione che non sa gestire quando ferma un uomo che sta commettendo una violazione del codice stradale. Han Yoo-il, il misterioso e affascinante estraneo fermato dalla sempre diligente Soon-ae, è infatti una spia internazionale arrivata in Corea in missione speciale. Quando la donna si dimentica accidentalmente di restituirgli uno dei suoi gadget tecnologici, mette in moto una catena di eventi che la trascina nel mondo dello spionaggio internazionale. Presto viene coinvolta anche l'Unità Operazioni Speciali e il suo nuovo capo Kang Joon, che è un vecchio amico del defunto marito di Soon-ae. Kang Joon, che nutre in segreto dei sentimenti per lei, riapre un vecchio caso attorno al quale gira la morte dell'uomo e insieme svelano dei segreti su potenti figure politiche ed economiche collegate a Han Yoo-il.

## Personaggi
- Lee Soon-ae, interpretata da Nam Sang-mi
- Han Yoo-il, interpretato da Dennis Oh
- Kang Joon, interpretato da Lee Joo-hyun
- Park Eun-joo, interpretata da Yoo Sun
- Detective Shim, interpretato da Kim Bo-sung
- Choi Beom-gu, interpretato da Choi Bool-am
- Wang Sa-bal, interpretato da Lee Ki-yeol
- Kaori, interpretato da Kim Joon-ho
- Jo Jung-hae, interpretato da Kim Ha-kyun
- Poliziotto Hong, interpretato da Jung Jong-joon
- Oh Na-ra, interpretata da Ahn Yeon-hong
- Choi Ji-soo, interpretata da Sung Eun
- Song Hyun-chul, interpretato da Kim Il-woo
- Assistente di Yoo-il, interpretato da Gi Ju-bong
- Direttore Park, interpretato da Kim Yong-hee
- Gangster, interpretato da Park Jung-woo
- Comandante in capo, interpretato da Yoon Joo-sang